# Mühlrad (Gauting)

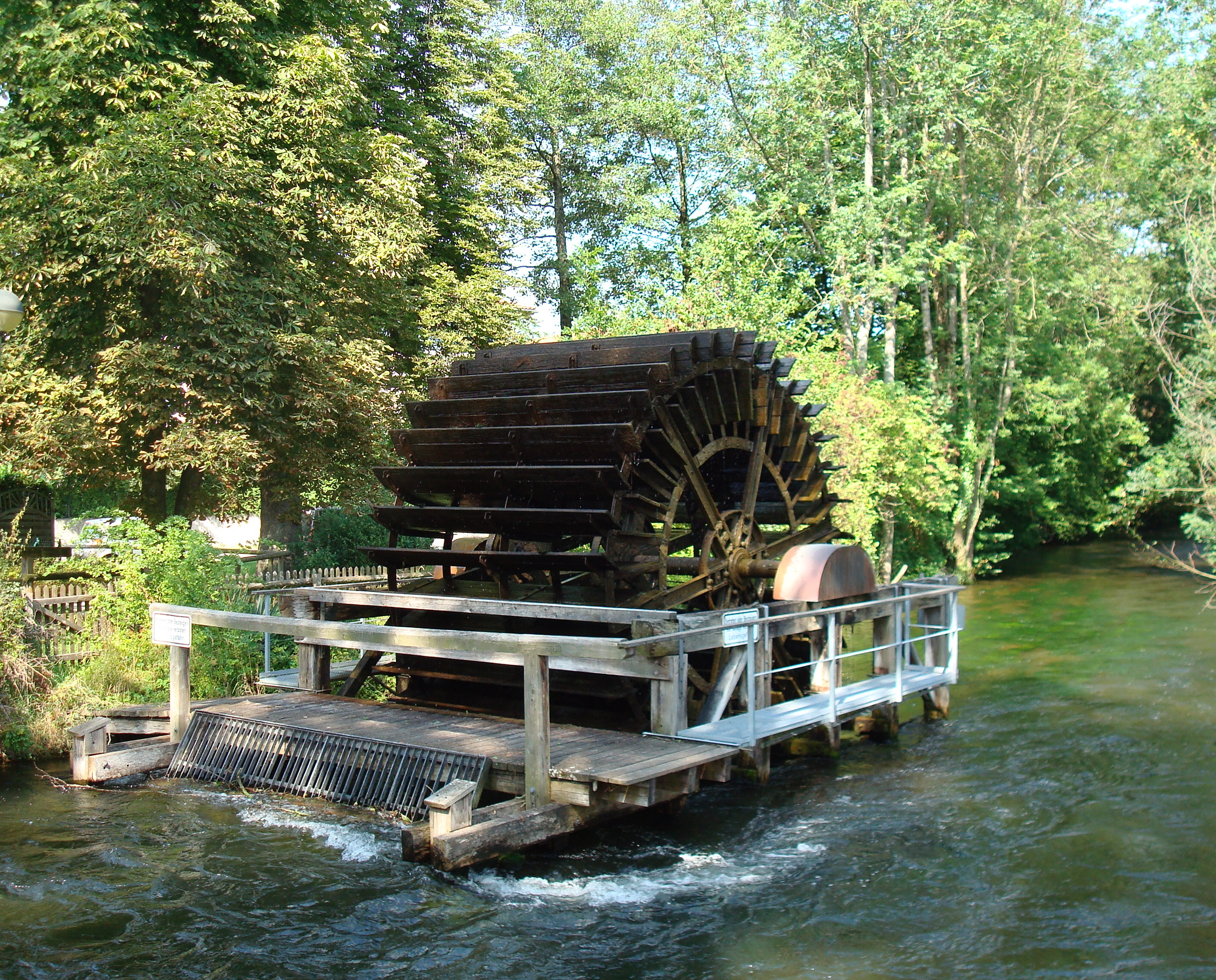
Mühlrad in Gauting

Mühlrad im Wappen der Gemeinde Gauting

Das Mühlrad in Gauting, einer Gemeinde im oberbayerischen Landkreis Starnberg, wurde kurz nach 1878 errichtet. Das Wasserrad befindet sich heute nahe dem Haus Schloßstraße 12. Es ist als Baudenkmal in die Bayerische Denkmalliste eingetragen.

## Geschichte
Das Mühlrad ist ein Überbleibsel der ehemaligen Papiermühle Haerlin in Gauting, die im Jahr 1878 von Julius Haerlin gegründet wurde. Da es ohne Wehr und eigenen Wehrkanal auskommen musste, ist es breiter als die meisten anderen Mühlräder. Es musste die normale Strömung des Flusses nutzen. Im Jahr 1967 wurde die Produktion der Papierfabrik stillgelegt. Auf dem Gelände der Fabrik befindet sich heute eine moderne Wohnanlage. Das Mühlrad wurde etwas versetzt an der Würm wiederaufgebaut.
Obwohl an dem örtlichen Wahrzeichen im Laufe der Zeit viele Reparaturen durchgeführt wurden, stand es mehrere Jahre still, da die hölzernen Schaufelräder morsch und teilweise durchgefault waren. Im Herbst 2017 begann eine Generalsanierung. Von den dafür veranschlagten Kosten von 120.000 Euro wurden 17.000 von den Bürgern Gautings gespendet.